# CoolWebSearch
CoolWebSearch,также известная как CoolWWWSearch или сокращённо CWS — хорошо известная spyware программа, которая обладает способностью самостоятельно инсталлироваться на компьютеры, работающие под Windows.
Первые сведения о CWS получены в мае 2003 года.
CWS проявляется во множестве эффектов. Стартовая страница браузера инфицированного компьютера может поменяться на coolwebsearch.com и, несмотря на то, что первоначально CWS была разработана для Internet Explorer, недавние варианты поражают Mozilla Firefox и другие браузеры. Могут появляться рекламные всплывающие окна с переадресацией на другие, в основном порносайты.
CWS собирает информацию личного характера о пользователях и снижает скорость компьютера.
CWS использует инновационные технологии избегания обнаружения и удаления, так что большинство известных антиspyware программ не способны надлежащим образом удалить CWS.
Некоторые версии CWS могут инсталлироваться автоматически и незаметно в процессе листания страниц браузера. CWS пытается остаться незамеченной многими способами: она не проставляет маркировку на своих всплывающих окнах, не предлагает окно с EULA, не делает доступной какую-либо информацию о себе и даже не обладает официальным веб-сайтом.
Некоторые варианты CWS вставляют в какой-либо текст ссылки, ведущие на веб-сайт рекламодателя. В других случаях попытки зайти на нужный веб-сайт перенаправляются поисковыми двигателями на веб-сайты, оплата за рекламу на которых производится рекламодателем владельцу веб-сайта за каждое посещение. На подобных веб-сайтах могут установиться ещё больше вредоносных программ. Некоторые виды добавляют на Рабочий Стол, Фавориты (Закладки) браузеров и Историю Посещений ссылки на порносайты и на веб-сайты виртуальных казино. Другие версии пытаются модифицировать ссылки на веб-сайты, которым пользователь доверяет. Также CWS не обнаруживается в перечне инсталлированных программ. В Реестре автозапуска и в Диспетчере Задач приложения CWS могут иметь вид msconfig, Msoffice, Mupdate, Msinfo или Svchost32.

## Предполагаемые создатели
Веб-сайт coolwebsearch.com сообщает, что он не несёт никакой ответственности за атаки на другие веб-сайты. Он использует программу партнёров, платящих своим партнёрам за переадресацию. 
Coolwebsearch.com зарегистрирован под юрисдикцией провинции Квебек, в то время как регистрация их домена проходит по адресу на Британских Виргинских Островах, а сервер эксплуатируется компанией HyperCommunications в Массачусетсе, США.
До настоящего времени имена создателей неизвестны.

## Удаление
Для удаления подавляющего большинства разновидностей CWS используются CWShredder и Beta Command-Line Scanner от McAfee. С помощью Восстановления Системы можно удалить некоторые виды CWS, но далеко не все. К тому же, из-за того, что файлы CWS могут скрываться в папке System Volume Information, использовать Восстановление системы нецелесообразно, скорее, более приемлемым вариантом будет чистка папки System Volume Information.
Некоторые виды, наиболее устойчивые к инструментам удаления:
1. CWS.Aboutblank
2. CWS.Addclass
3. CWS.Alfasearch
4. CWS.Bootconf
5. CWS.CameUp
6. CWS.Cassandra
7. CWS.Control
8. CWS.Ctfmon32
9. CWS.Datanotary
10. CWS.Dnsrelay
11. CWS.Dreplace
12. CWS.Gonnasearch
13. CWS.Googlems
14. CWS.Hiddendll
15. CWS.Homesearch
16. CWS.Loadbat
17. CWS.Msconfd
18. CWS.Msconfig
19. CWS.Msinfo
20. CWS.Msoffice
21. CWS.Msspi
22. CWS.Mupdate
23. CWS.Oemsyspnp
24. CWS.Olehelp
25. CWS.Oslogo
26. CWS.Qttasks
27. CWS.Q-url3
28. CWS.Realyellowpage
29. CWS.Searchx
30. CWS.Smartfinder
31. CWS.Smartsearch
32. CWS.Sounddrv
33. CWS.Svchost32
34. CWS.Svcinit
35. CWS.Systeminit
36. CWS.Systime
37. CWS.Tapicfg
38. CWS.Therealsearch
39. CWS.Vrape
40. CWS.Xmlmimefilter
41. CWS.Xplugin
42. CWS.Xxxvideo
43. CWS.Yexe
44. CWS.Winproc32
45. CWS.Winres
46. CWS.Xmlmimefilter
47. CWS.Aboutblank
48. CWS.Systeminit
49. CWS.Sounddrv
50. CWS.Searchx
51. CWS.Realyellowpage
52. CWS.SysTime
53. CWS.HomeSearch
54. CWS.Look2Me
55. CWS.MSFind
56. CWS.Cassandra